# Siren
Siren és un gènere d'amfibis urodels de la família Sirenidae totalment aquàtics.
Els membres d'aquesta família tenen potes anteriors molt petites i no tenen potes posteriors. Es diferencien de les espècies del gènere Pseudobranchus perquè tenen quatre dits a cada pota en lloc de tres. Només es troben al sud-oest dels Estats Units.

## Taxonomia
- Siren intermedia (Barnes, 1826)
- Siren lacertina (Linnaeus, 1766)